# 普里斯盧奇 (別廖茲諾區)
50°55′52″N 26°51′1″E / 50.93111°N 26.85028°E
普里斯盧奇（烏克蘭語：Прислуч），是烏克蘭西北部的村莊，隸屬里夫內州的里夫內區。該村始建於1586年，面積1.26平方公里，海拔高度177米，人口1,394，人口密度每平方公里1,106.4人。